# Hydra (rod)
Hydra je rod nezmarů, jednoduchých sladkovodních žahavců (z třídy polypovců), dravých živočichů vyznačujících se radiální symetrií. Český rodový název nezmar není zcela ekvivalentní, používá se i pro zástupce příbuzných rodů Protohydra, Boreohydra a Psammohydra a také nepříbuzného parazitického nezmara jeseteřího.
Nezmaři se vyskytují ve většině neznečištěných sladkovodních rybníků, jezer a potoků v mírném a tropickém podnebném pásu. Lze je nasbírat sběrnou síťkou, kterou lehce protáhneme řasami. Jejich velikost je obvykle několik milimetrů a studují se nejlépe pod mikroskopem. Biologové se o nezmary zajímají mj. kvůli jejich regeneračním schopnostem.

## Vzhled
Nezmaři jsou drobní živočichové, jejichž tělesná délka při plném roztažení se pohybuje od 1 mm do 20 mm. Mají trubicovité tělo spočívající na jednoduché přilnavé noze, zvané bazální ploténka. Žlázové buňky v bazální ploténce vylučují lepkavou tekutinu, jež ploténce zajišťuje přilnavost. Na volném konci těla je ústní otvor obklopený prstencem pěti až dvanácti tenkých, pohyblivých chapadel. Každé chapadlo je opatřeno vysoce specializovanými žahavými buňkami. Žahavé buňky (cnidocyty, též nematocyty) jsou specializovaná tělíska připomínající miniaturní žárovky uvnitř se stočeným vláknem. Na úzkém vnějším okraji buňky je kratičký aktivační senzor (cnidocil). Při doteku kořisti je obsah žahavé buňky prudce vymrštěn ven a jako šíp napuštěný neurotoxiny vystřelí do tělesa, které buňku „odjistilo“. Člověku je takový zásah přinejhorším nepříjemný, avšak některé druhy kořisti může zcela ochromit.

### Stavba těla
Tělo nezmara má dvě hlavní vrstvy oddělené rosolovitou nebuněčnou látkou zvanou mezoglea (někdy též ektoplasma). Vnější vrstva se nazývá ektoderm a vnitřní entoderm (gastrodermis, trávicí výstelka). Buňky, z nichž se tyto dvě vrstvy těla skládají, jsou poměrně jednoduché.
Nervovou soustavu nezmara tvoří nervová síť, v porovnání s nervovou soustavou savců velmi jednoduchá. Nemají patrný mozek ani skutečné svalstvo. Nervové sítě propojují smyslové fotoreceptory a buňky citlivé na dotek, ležící v tělní stěně a chapadlech.
Dýchání probíhá difúzí přes ektoderm. Tímto způsobem probíhá též určitá část vyměšování a přenosu živin.
Mnoho rodů polypovců prochází přeměnou z polypa na dospělou formu nazývanou hydromedúza. Všechny druhy nezmarů však po celý život zůstávají polypy.
Biologové v 19. století tvrdili, že nezmar je tak jednoduchý tvor, že pouhým protlačením gázou jej lze rozdělit na jednotlivé buňky a poté, jsou-li ponechány v klidu, buňky se opět scelí v nezmara. Tento pokus se v 20. ani 21. století nepodařilo opakovat – vznikne jen nezmarová polévka. S některými druhy mořských hub by se pokus mohl spíše vydařit.

## Pohyb
Při vylekání či napadení může nezmar chapadla stáhnout do malých pupenů a trup se stáhne do malé rosolovité koule. V důsledku jednoduchosti nervové sítě nezmar reaguje vždy v podstatě stejně nezávisle na směru podnětu.
Nezmaři jsou obvykle přisedlí živočichové, ale občas se dokážou pohybovat poměrně čile, zvláště při lovu. Pohybují se tak, že se ohnou a přilnou k podkladu ústy a chapadly a poté uvolní nohu, jíž jsou přichyceni normálně. Trup se poté přehne a noha přilne k podložce na novém místě. Takovou řadou „přemetů“ se nezmar dokáže přemístit přibližně o 100 mm za den. Nezmar se dokáže pohybovat též amébovitým pohybem spodní části těla nebo prostě tak, že se oddělí od podložky a nechá se nést proudem. Ten je nakonec zanese na nové místo, kde celý cyklus začíná znovu.

## Potrava
Nezmaři se živí zejména drobnými vodními bezobratlými živočichy, například perloočkami a korýši rodu Cyclops. Některé druhy nezmarů žijí v symbióze s různými druhy zelených řas. Nezmar poskytuje řase ochranu před dravci a řasa mu jí oplácí zdrojem potravy díky fotosyntéze.
Nezmar při krmení natáhne tělo do maximální délky a poté pomalu rozvinuje chapadla. Přes jednoduchou stavbu živočicha jsou chapadla mimořádně roztažná a mohou dosáhnou čtyř- i pětinásobku délky těla. Jakmile jsou plně rozvinuta, pomalu jimi pohybuje kolem sebe a čeká, až se jich dotkne vhodná kořist. Jakmile dojde k dotyku, žahavé buňky chapadla vypálí do kořisti a chapadlo se kolem ní ovine. Do 30 sekund se do útoku vloží ostatní chapadla a snaží se vzpírající se kořist přemoci. Do dvou minut chapadla kořist zcela obklopí a přisunou ji k otevřenému ústnímu otvoru. Do deseti minut je kořist uzavřena v gastrovaskulární (trávicí) dutině a započne trávení. Nezmar dokáže svou tělní stěnu značně roztáhnout, a tak strávit kořist až dvojnásobné velikosti, než je on sám. Po dvou až třech dnech jsou nestravitelné zbytky kořisti stahem svalů vyloučeny z ústního otvoru.
Způsob, jakým nezmar získává a zpracovává potravu, dokládá skutečnou složitost zdánlivě jednoduché nervové soustavy.

## Životní cyklus

### Rozmnožování

#### Vegetativní
Má-li dostatek jídla, nezmar se rozmnožuje nepohlavně vytvářením pupenů v tělní stěně, jež narostou do podoby miniaturních dospělců a po dozrání se odtrhnou. Utrpí-li nezmar poranění nebo utržení části těla, prodělá proces morfalaxe (regenerace tkáně přeskupením zachovaných buněk).

#### Generativní
V drsnějších podmínkách, často před tuhou zimou, se u některých nezmarů objevuje pohlavní rozmnožování prostřednictvím tvorby neoplodněných vajíček. Tato vajíčka jsou poté oplodněna semenem, jež pochází z varlat vznikajících na vnějším povrchu stonku. Oplodněná vajíčka vylučují pevný povlak a když dospělec zemře, tato vajíčka v klidovém stádiu spadnou na dno jezera či rybníka a vyčkávají na zlepšení podmínek; tehdy se z nich opět vylíhne miniaturní dospělec. Nezmaři se považují za hermafrodity.

### Stárnutí
Dle studie D. E. Martineze z Pomona College jsou nezmaři rodu Hydra prakticky nesmrtelní – po dobu 4 let nebyly pozorovány žádné známky stárnutí. V komentáři na tento článek P. W. Estep upozorňuje, že u všech pozorovaných jedinců docházelo ke značnému poklesu reprodukční schopnosti (schopnosti produkovat potomstvo), což je prý známkou stárnutí. Novější výzkum nicméně biologickou nesmrtelnost těchto nezmarů potvrzuje, protože jejich kmenové buňky mají díky zvláštním transkripčním faktorům (FOX proteinům) neomezenou schopnost se obnovovat.

## Klasifikace
Rod Hydra obsahuje nejméně 38 popsaných druhů. Mezi nejběžnější druhy našich vod patří:
- nezmar hnědý či nezmar podélník (Hydra oligactis, syn. Pelmatohydra oligactis)

- nezmar zelený (Hydra viridissima, syn. Chlorohydra viridissima)
- nezmar obecný (Hydra vulgaris)

## Etymologie a kulturní odkazy
Jméno nezmar se skládá z předpony ne- a kmene zmar, tj. zánik, zničení. Popisuje velmi přesně hlavní charakteristiku nezmarů: jejich biologickou nezničitelnost. V češtině se vžilo použití slova nezmar pro někoho, koho se jen velmi těžko zbavuje, nebo je velmi zdatný, odolný či otužilý. Od konce 70. let 20. století je v českých zemích známá hudební skupina Nezmaři.